# آن إستيل رايس
آن إستيل رايس (بالإنجليزية: Anne Estelle Rice)‏ هي رسامة أمريكية، ولدت في 1877 في Conshohocken, Pennsylvania ‏ في الولايات المتحدة، وتوفيت في 1959.